# Llista d'estadis de Xile
Llista amb els principals estadis de Xile ordenats per capacitat.
| #  | Estadi                               | Capacitat | Ciutat       | Equip seu                                      |
| -- | ------------------------------------ | --------- | ------------ | ---------------------------------------------- |
| 1  | Estadio Nacional                     | 49.000    | Santiago     | Xile, CF Universidad de Chile                  |
| 2  | Monumental David Arellano            | 45.000    | Santiago     | Colo Colo                                      |
| 3  | Municipal de Concepción              | 29.000    | Concepción   | Deportes Concepción, Universidad de Concepción |
| 4  | Regional de Antofagasta              | 25.000    | Antofagasta  | Club de Deportes Antofagasta                   |
| 5  | Santa Laura Universidad SEK          | 22.000    | Santiago     | Unión Española                                 |
| 6  | Francisco Sánchez Rumoroso           | 18.750    | Coquimbo     | Coquimbo Unido                                 |
| 7  | Elías Figueroa Brander               | 18.500    | Valparaíso   | Santiago Wanderers                             |
| 8  | Germán Becker                        | 18.125    | Temuco       | Deportes Temuco                                |
| 9  | Sausalito                            | 18.037    | Viña del Mar | Everton                                        |
| 10 | San Carlos de Apoquindo              | 15.000    | Santiago     | Universidad Católica                           |
|    | El Cobre                             | 15.000    | El Salvador  | Cobresal                                       |
| 12 | El Teniente                          | 14.450    | Rancagua     | O'Higgins                                      |
| 13 | La Portada                           | 14.000    | La Serena    | La Serena                                      |
| 14 | Municipal de Calama                  | 13.000    | Calama       | Cobreloa                                       |
| 15 | Bicentenario Municipal de La Florida | 12.000    | Santiago     | Audax Italiano                                 |
|    | Carlos Dittborn                      | 12.000    | Arica        | San Marcos de Arica                            |
|    | Nelson Oyarzún Arenas                | 12.000    | Chillán      | Ñublense                                       |
| 18 | Estadio CAP                          | 10.500    | Talcahuano   | CD Huachipato                                  |
| 19 | Municipal de San Felipe              | 10.000    | San Felipe   | Unión San Felipe                               |
|    | Tierra de Campeones                  | 10.000    | Iquique      | Municipal Iquique                              |